# Síntesis sustractiva de color

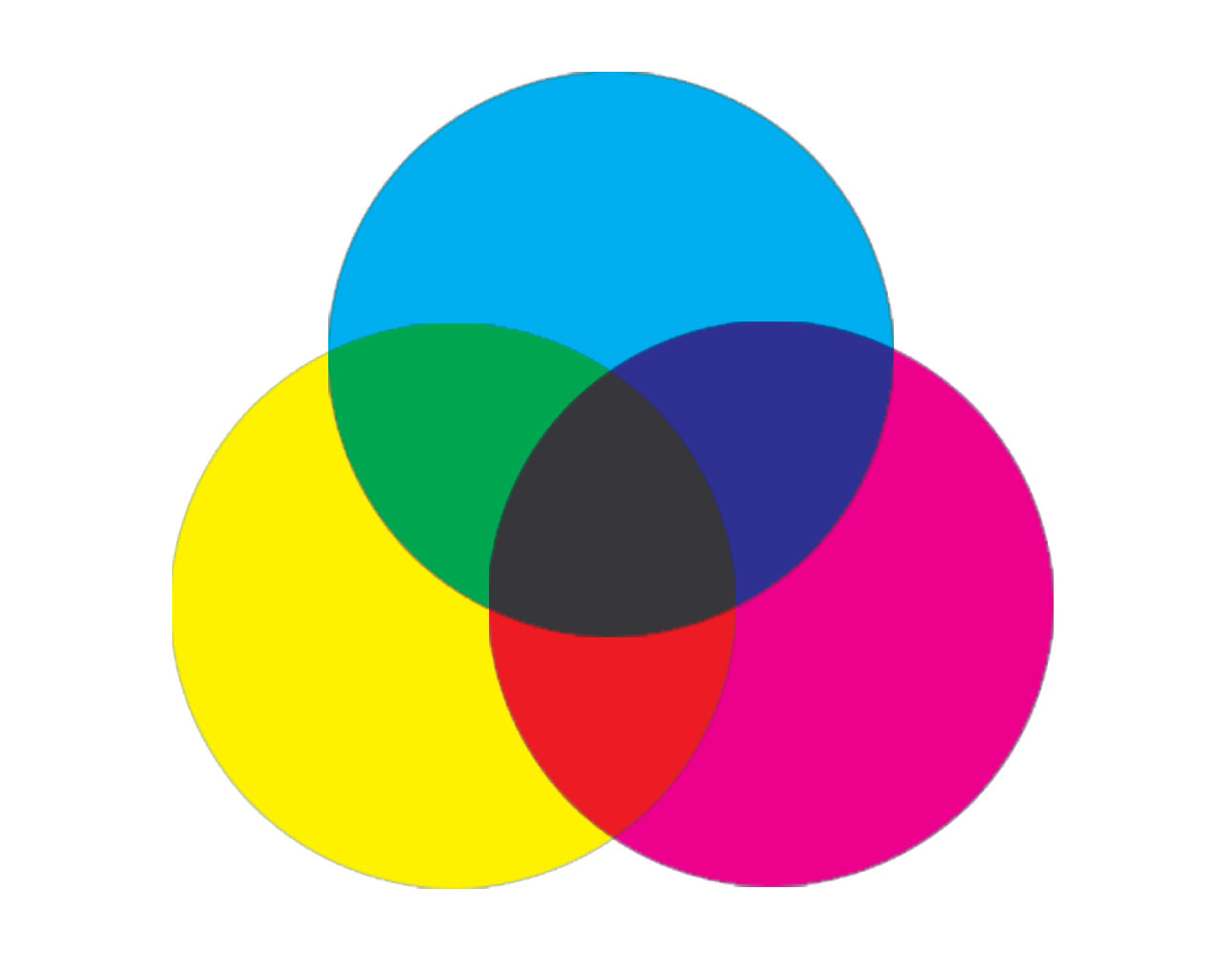
Mezcla de colores sustractivos según el modelo CMY.

La síntesis sustractiva es un modelo que explica la mezcla de pinturas, tintes, tintas y colorantes naturales para crear colores que absorben ciertas longitudes de onda y reflejan otras. El color de un objeto depende de las partes del espectro electromagnético que son reflejadas por él, o dicho de otro modo, de las partes del espectro que no absorbe.
Una manzana iluminada por una luz blanca, parece roja. Pero esto no significa que emita luz roja, que sería el caso una síntesis aditiva. Si lo hiciese, seríamos capaces de verla en la oscuridad. En lugar de eso, absorbe algunas de las longitudes de onda que componen la luz blanca, reflejando solo aquellas que el humano ve como rojas. Los humanos ven la manzana roja debido al funcionamiento particular de los ojos y a la interpretación que hace el cerebro de la información que le llega de ellos.
Se necesitan tres cosas para ver un color: una fuente de luz, una muestra y un detector (que puede ser nuestra vista).
La síntesis sustractiva de color se aplica en la impresión a color y la fotografía en color, pero también en las artes plásticas y la pintura decorativa. Se pueden usar los siguientes modelos:

## CMY
|  |  |  |  |
|  |  |  |  |

En el modelo de síntesis del color CMY (del inglés Cyan-Magenta-Yellow), las tintas que se usan son los tres colores primarios cian, magenta y amarillo. Cian es el opuesto al rojo, lo que significa que actúa como un filtro que absorbe dicho color (-R +G +B). La cantidad de cian aplicada a un papel controlará cuanto rojo mostrará. Magenta es el opuesto al verde (+R -G +B) y amarillo el opuesto al azul (+R +G -B). Con este conocimiento se puede afirmar que hay infinitas combinaciones posibles de colores. Teóricamente, si los colores primarios son puros, es posible sintetizar toda la gama de colores existente. Sin embargo, en la práctica, también se utilizan otros modelos para obtener diferentes ventajas.

## CMYK
El modelo CMYK (Cyan-Magenta-Yellow-Key) tiene el mismo fundamento de la síntesis CMY, con los colores primarios cian, magenta y amarillo, pero añadiendo negro. Se usa en las reproducciones de ilustraciones que son producidas en masa, y por varias razones se incluye la tinta negra. Las tintas pueden variar y su efecto depende del tipo de papel empleado.
La razón principal de que la tinta negra se use con el cian, magenta y amarillo, es que estas tres últimas tintas no pueden combinarse para crear un negro auténtico. Ninguna tinta de color absorberá todas las longitudes de onda que podrían aparecer, por ejemplo, de color rojizo oscuro, lo que significa que todas las mezclas de CMY con total intensidad, producirán un resultado algo alejado del negro. Las tintas de colores se imprimen a priori para producir la tonalidad, mientras que la negra se usa para disminuir el valor.
Otras ventajas son el uso de menor cantidad de tintas de color, por lo que es más económico y el secado es más rápido. Otro punto importante está en que las impresiones pueden tener mucho texto, el cual va por lo general de negro con el fondo de papel en blanco; por lo que se gastaría mucha tinta de color para producir un negro que además es de inferior nitidez que el que da la tinta negra.

## RYB
El modelo RYB (Red-Yellow-Blue) es la manera tradicional de obtención de colores a partir los primarios rojo, amarillo y azul. Se utilizó especialmente en los siglos 18 y 19, aunque se continúa usando actualmente, pero a un nivel elemental de la educación artística. Es un modelo que tiene una limitada gama de colores obtenidos si lo comparamos a los modelos actuales; su eficiencia es variable, pues depende de los pigmentos que se escojan como colores primarios. Se puede considerar como un modelo que antecedió al moderno CMY. La teoría del color de Mayer buscó estandarizar este modelo.

## CcMmYK
El modelo de color CcMmYK, también llamado CMYKLcLm o CMYKcm, es un proceso de impresión a inyección y fotografía optimizadas con 6 colores, que además de los 4 que usa el modelo CMYK, incluye también un cian claro y un magenta claro (minúsculas c y m). La optimización se consigue en algunas imágenes con predominio de tonos claros, como por ejemplo tonos del cielo, color de piel, etc. obteniendo mejores resultados.

## Colores primarios y secundarios
En la síntesis sustractiva del color, los colores primarios y secundarios pueden tener diferentes matices debido a que dependen totalmente de los pigmentos o colorantes usados, los cuales dependen a su vez del tipo y calidad de impresión o la técnica de pintura empleada. En un modelo sustractivo ideal (teóricamente perfecto), estos colores son los siguientes:
- Primarios: cian, magenta y amarillo.
- Secundarios: azul, rojo y verde.

Sin embargo, en la práctica se pueden obtener diferentes resultados. El color cian por ejemplo, si es puro tendría una coordenada hexadecimal de #00FFFF como el cian aditivo, pero las impresoras suelen usar un cian cuya coordenada puede ser #00B0F6 o #00B7EB, o ser más variable, presentando en comparación una tonalidad cian más bien azulada, la cual se denomina cian sustractivo, azul cian o azul primario. Así mismo, en lugar de un primario magenta puro como el magenta aditivo, se usan otros tonos de magenta que son rojizos y próximos al rojo púrpura, los cuales reciben el nombre de magenta sustractivo, rojo magenta o rojo primario.
Estas diferencias se pueden graficar de la siguiente forma:

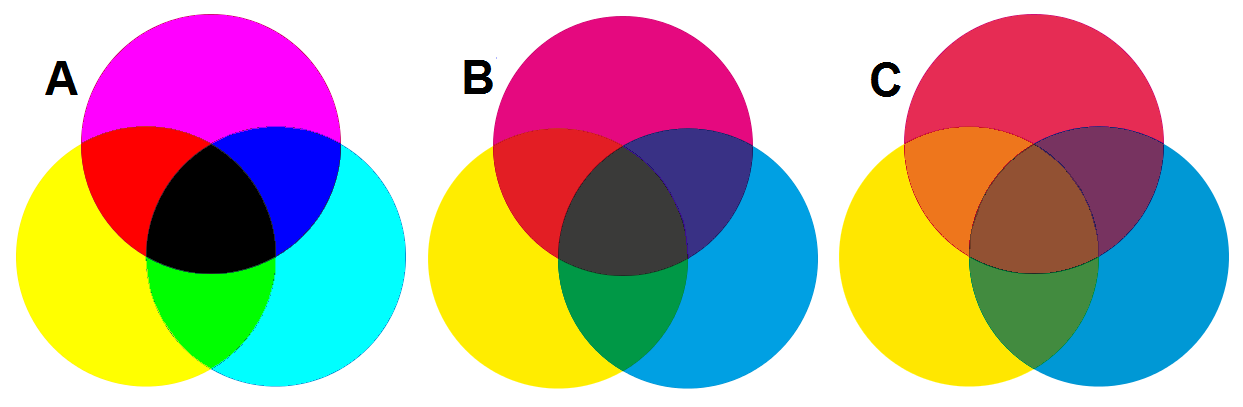
Mezcla sustractiva ideal (A), típica impresión CMYK (B) y una mezcla tradicional RYB (C).

La primera figura (A) representa la síntesis sustractiva ideal, con sus colores primarios y secundarios en su estado puro y en tonos vivos o brillantes. Constituye el proceso inverso de la síntesis aditiva de color.
La segunda figura (B) representa la síntesis sustractiva de uso común en impresión, donde se usa pigmentos como cian de ftalocianina y magenta de quinacridona, los cuales producen colores secundarios más opacos u oscuros que los de la primera figura. Los primarios cian y magenta no son siempre los mismos porque dependen del tipo de impresión, por lo que los secundarios pueden variar entre el rojo y el bermellón, y entre el azul y el azul púrpura. Los colores rojo y azul normalizados en catálogos cromáticos no son estrictamente secundarios porque se requieren cantidades diferentes de los sustratos primarios: en el modelo CMYK, el rojo anteriormente mencionado requerirá un 100% de magenta más un 85% de amarillo, mientras que el azul anteriormente mencionado requerirá un 100% de cian más un 45% de magenta. Una imagen impresa no es igual ni más brillante que su equivalente RGB en una pantalla, y hay muchos colores que son imposibles de imprimir.
La tercera figura (C) representa el modelo tradicional de coloración (RYB) que antecede al actual CMY. Es un modelo difícil porque depende de los pigmentos escogidos como primarios, pues en realidad, lo ideal que vemos hoy es que estos se aproximen al cian y al magenta, los cuales son pigmentos sintéticos que no existían antiguamente. Para este ejemplo se escogió a los pigmentos naturales del siglo XIX rojo carmesí, amarillo cadmio y azul cerúleo genuino, los cuales dan como secundarios al naranja, verde (agrisado) y púrpura o morado. La mezcla de los 3 da tipos de marrón.